# Петре Думітреску
Петре Думітреску (рум. Petre Dumitrescu, 18 лютого 1882 — 15 січня 1950, Бухарест) — румунський генерал-полковник. Командувач 3-ї румунської армії в часи Другої світової війни. 4 квітня 1944 року був нагороджений Лицарським хрестом з дубовим листям.

## Біографія
Думітреску народився 18 лютого 1882 в місті Добрідор в Румунії. Вступив в інженерно-артилерійську офіцерську школу у 1901 році, закінчивши її у 1903 році зі званням молодшого лейтенанта. У 1906 році Думітреску був підвищений до звання лейтенанта, у 1911 році став капітаном. У тому ж році він вступив до військової академії в Бухаресті, яку закінчив у 1913 році. Учасник Другої Балканської війни. До початку першої світової війни був майором. Протягом війни рухався по службі, у 1917 році йому присвоєне чергове звання — підполковника, у 1920 році — полковника, у 1930 році — бригадиром і в 1937 році — генерал-майором.
До початку другої світової війни служив військовим аташе в Парижі (1930-1932) і Брюсселі (1932-1935). Після повернення до Румунії Думітреску — перший заступник начальника Генерального штабу армії (1935-1937), командир 1-го армійського корпусу (1937), головний інспектор артилерії (1937-1939). У 1940 призначений командувачем 1-ю армією. 25 березня 1941  року призначений командувачем 3-ю армією. Цей пост він займав протягом всієї війни.
У вересні 1941 року Думітреску відбив спробу військ СРСР переправитися через Дністер на сході позаду позицій 11-ї армії. Після того, як уряд Румунії погодився продовжити війну за межами своєї території, Думітреску очолив 3-ю армію в наступ на Крим. До 10 жовтня 1941 року 3-я армія пройшла відстань в 1700 кілометрів від румунського кордону, взявши участь в 4-х великих боях і 42-х дрібних боях. До цього часу 3-тя армія захопила 15 565 полонених, 149 танків, 128 гармат і понад 700 кулеметів, втративши при цьому 10 541 осіб (з них 2555 загинули, 6201 поранених і 1785 зниклих безвісти).
За участь в кампанії Думітреску 1 вересня 1942 року був нагороджений Лицарським хрестом Залізного хреста, ставши другим румуном, який отримав цю нагороду (після Антонеску). 17 жовтня Думітреску був нагороджений Орденом Міхая Хороброго 3-го ступеня. 18 липня 1942 року Думітреску став армійським генералом.
Так як німецькі війська під Сталінградом потребували підкріплення, німецьке командування направило під Сталінград безліч румунських частин, послабивши тим самим 3-ю румунську армію. Це було частково компенсовано зведенням всіх румунських військ на південно-західній ділянці фронту в 3-ю армію під командуванням Думітреску. Верховне командування, проте, ігнорувало повідомлення Думітреску про посилення натиску військ СРСР на південному-заході. Також командування не розглянуло пропозиції Думітреску про атаку передмостових укріплень на річці Клетська.
19 лютого 1944 року Думітреску був нагороджений Орденом Міхая Хороброго 2-го ступеня, а 4 квітня того ж року отримав Дубове листя до Залізного хреста.
Після закінчення війни в травні 1946 разом з генералами Леонардом Мочульським і Ніколае Дескелеску Думітреску звинувачувався у військових злочинах, але незабаром був виправданий через відсутність доказів. Думітреску помер своєю смертю в своєму будинку в Бухаресті у 1950 році.

## Нагороди
- Кавалер ордена Святих Маврикія та Лазаря (Італія)
- Залізний хрест (Третій Рейх)
  - 2-го класу (28 липня 1941)
  - 1-го класу (12 серпня 1941)
- Двічі відзначений у Вермахтберіхт (Третій Рейх) (11 і 12 жовтня 1941)
- Орден Михая Хороброго
  - 3-го класу (17 жовтня 1941)
  - 2-го класу (19 лютого 1944)
- Орден Зірки Румунії 1-го класу (1942)
- Лицарський хрест Залізного хреста з дубовим листям (Третій Рейх)
  - Лицарський хрест (1 вересня 1942)
  - Дубове листя (4 квітня 1944)
- Кавалер Великого хреста ордена Корони Румунії (1943)